# Chehalis
Chehalis [ʃəˈheɪlɪs] är administrativ huvudort i Lewis County i delstaten Washington i USA. Vid 2010 års folkräkning hade Chehalis 7 259 invånare.